# 巨勢粟持
巨勢 粟持（こせ の あわもち、生没年不詳）は、飛鳥時代の豪族。姓は朝臣。官位は直大肆、春宮亮。

## 記録
『日本書紀』巻第二十九によると、天武天皇14年（685年）9月に、国司・郡司と百姓の消息（様子）を巡察する使者が全国に派遣された。直広参の「巨勢朝臣粟持」は、判官1人、史1人を部下として山陰の使者に任命された。
同巻第三十によると、持統天皇11年（697年）2月、当麻真人国見が東宮大傅、路真人跡見が春宮大夫とされた際に、直大肆の「巨勢朝臣粟持」が春宮亮とされたとある。
記録に直接粟持の名前が登場するのは以上であるが、同巻第三十によると、持統天皇3年（689年）5月に、即位前の天皇は土師宿禰根麻呂に命じて、草壁皇子の喪を弔問すべく派遣された新羅使の金道那（こんどうな）らに以下のような詔を出した
「昨年、田中朝臣法麻呂らを新羅に派遣し、大行天皇（天武天皇）の喪を告げさせた際、新羅側は『新羅が天皇からの勅をうけたまわる身分の人は、元来蘇判（そうかん、新羅の官位17階の第三位）と決めており、今後もそのようにしたいと思う』と申し述べた。そこで法麻呂らは大行天皇の喪を知らせる詔を渡さずに帰国した。前例をいうのなら、かつて孝徳天皇の崩御の際に、巨勢稲持らを遣わして喪を告げた時、翳飡(えいさん、新羅の官位17階の第二位）だった金春秋（のちの武烈王）が勅をたまわったのと矛盾している」
この時現れる、新羅に派遣された「巨勢稲持」とは、欽明天皇元年（540年）9月5日条に登場する許勢稲持とは年代的に見て別人であり、元の史料には「巨勢禾持」と表記してあり、「巨勢粟持」であったのを、『書紀』の編纂者が誤読したのではないか、とする説がある。

## 官歴
『六国史』による。
- 孝徳天皇白雉5年（654年）10月10日以降：遣新羅使？
- 時期不詳：直広参
- 天武天皇14年（685年） 9月15日：山陰巡察使
- 時期不詳：直大肆
- 持統天皇11年（697年） 2月28日：春宮亮